# Shangtuan
Shangtuan (kinesiska: 上团乡, 上团) är en socken i Kina. Den ligger i provinsen Sichuan, i den sydvästra delen av landet, omkring 330 kilometer sydväst om provinshuvudstaden Chengdu. Antalet invånare är 714. Befolkningen består av 285 kvinnor och 429 män. Barn under 15 år utgör 19,0 %, vuxna 15-64 år 72 %, och äldre över 65 år 7,0 %.
Genomsnittlig årsnederbörd är 1 176 millimeter. Den regnigaste månaden är juni, med i genomsnitt 279 mm nederbörd, och den torraste är januari, med 4 mm nederbörd.